# Music Inspired by The Chronicles of Narnia: The Lion, the Witch and the Wardrobe
Music Inspired by The Chronicles of Narnia: The Lion, the Witch and the Wardrobe (Músicas Inspiradas por As Crônicas de Nárnia: O Leão, a Feiticeira e o Guarda-Roupa) é uma coletanêa de músicas  de vários artistas cristãos com o tema comum o livro de C. S. Lewis As Crônicas de Nárnia. Foi lançado antes da estréia de O Leão, a Feiticeira e o Guarda-Roupa. Os artistas são personalidades da música cristã, como Bethany Dillon, Kutless e tobyMac. Em outubro de 2005 "Remembering You" de Steven Curtis Chapman e "Waiting For The World To Fall" de Jars of Clay, começaram a ser tocadas em rádios cristãs. 
Relient K, Mae, e Newsboys escreveram as músicas ("In Like a Lion (Always Winter))", "Where the Fall Begins", "Something to Believe In" (respectivamente) que seriam inclusas no álbum. Não foi dado uma resposta do porque as músicas não foram inclusas no álbum, mas elas foram lançadas em Apathetic EP (Relient K), The Everglow Special Edition (Mae) e Go: Special Edition (Newsboys). Relient K também re-lançou a música "In Like a Lion (Always Winter)" no álbum Let it Snow, Baby... Let it Reindeer.

## Track listing
1. "Waiting For The World To Fall" (Jars of Clay) – 3:40
2. "Remembering You" (Steven Curtis Chapman) – 3:52
3. "Open Up Your Eyes" (Jeremy Camp) – 3:39
4. "Hero" (Bethany Dillon) – 3:59
5. "Stronger" (Delirious?) – 4:52
6. "Lion" (Rebecca St. James) – 3:49
7. "New World" (tobyMac) – 3:16
8. "I Will Believe" (Nichole Nordeman) – 4:32
9. "Turkish Delight" (David Crowder Band) – 3:11
10. "More Than It Seems" (Kutless) – 3:20
11. "You're The One" (Chris Tomlin) – 3:53

## Partituras
Um livro com as partituras foi públicado pela Hal Leonard Corporation em 11 de janeiro de 2006, trazendo arranjos de piano, cifras de gruitarra e letras das músicas do álbum.

## Prêmios
O álbum venceu o prêmio da Dove Awards no 37 Prêmio Anual de Música Gospel como "Álbum do Evento Especial do Ano", todos os artistas e produtores que contribuíram com o álbum receberam o prêmio.

## Ligações Externas
- Site oficial do filme